# Rhinusa
Rhinusa – rodzaj chrząszczy z rodziny ryjkowcowatych i plemienia Mecinini. Ma zasięg palearktyczny. Obejmuje 46 opisanych gatunków. Larwy rozwijają się wewnątrz tkanek roślin z rodziny trędownikowatych i babkowatych.

## Morfologia

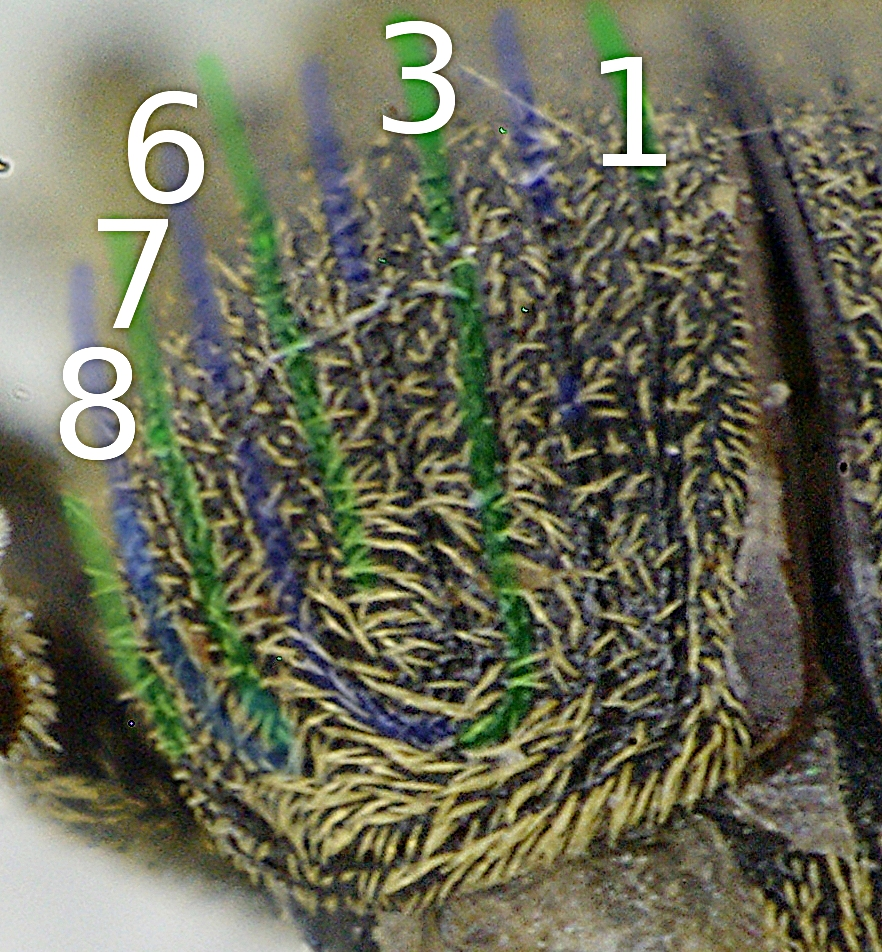
Szczegóły budowy tyłu pokryw na przykładzie Rhinusa asellus

Chrząszcze te mają owalne ciało, osiągające między 1,2 a 5,6 mm długości. Ubarwienie oskórka jest czarne, rzadziej miejscami brunatne do czerwonego. Oskórek jest punktowany i porośnięty włoskami lub wydłużonymi łuskami. Ryjek jest najczęściej słabo zakrzywiony, walcowaty lub zwężający się ku wierzchołkowi, zaopatrzony w czułki o pięcioczłonowych biczykach. Ryjek samców jest przeciętnie krótszy, grubszy i pokryty mocniejszą rzeźbą niż u samic. U samic niektórych gatunków długość ryjka wykazuje zmienność geograficzną. Oczy złożone są słabo wypukłe, niewystające lub tylko nieco wystające poza obrys głowy. Przedplecze jest szersze niż dłuższe i cechuje się przednią krawędzią obwiedzioną bardzo wąskim i głębokim rowkiem. Pomiędzy nasadami szerszych od przedplecza, owalnych do niemal prostokątnych w zarysie pokryw widoczna jest tarczka. W przeciwieństwie do podobnego rodzaju Gymnetron międzyrząd (zagonik) trzeci łączy się na pokrywach z szóstym, a nie z ósmym. Odnóża mają kolce na wierzchołkach goleni i długie pazurki zrośnięte nasadami.

## Biologia i ekologia

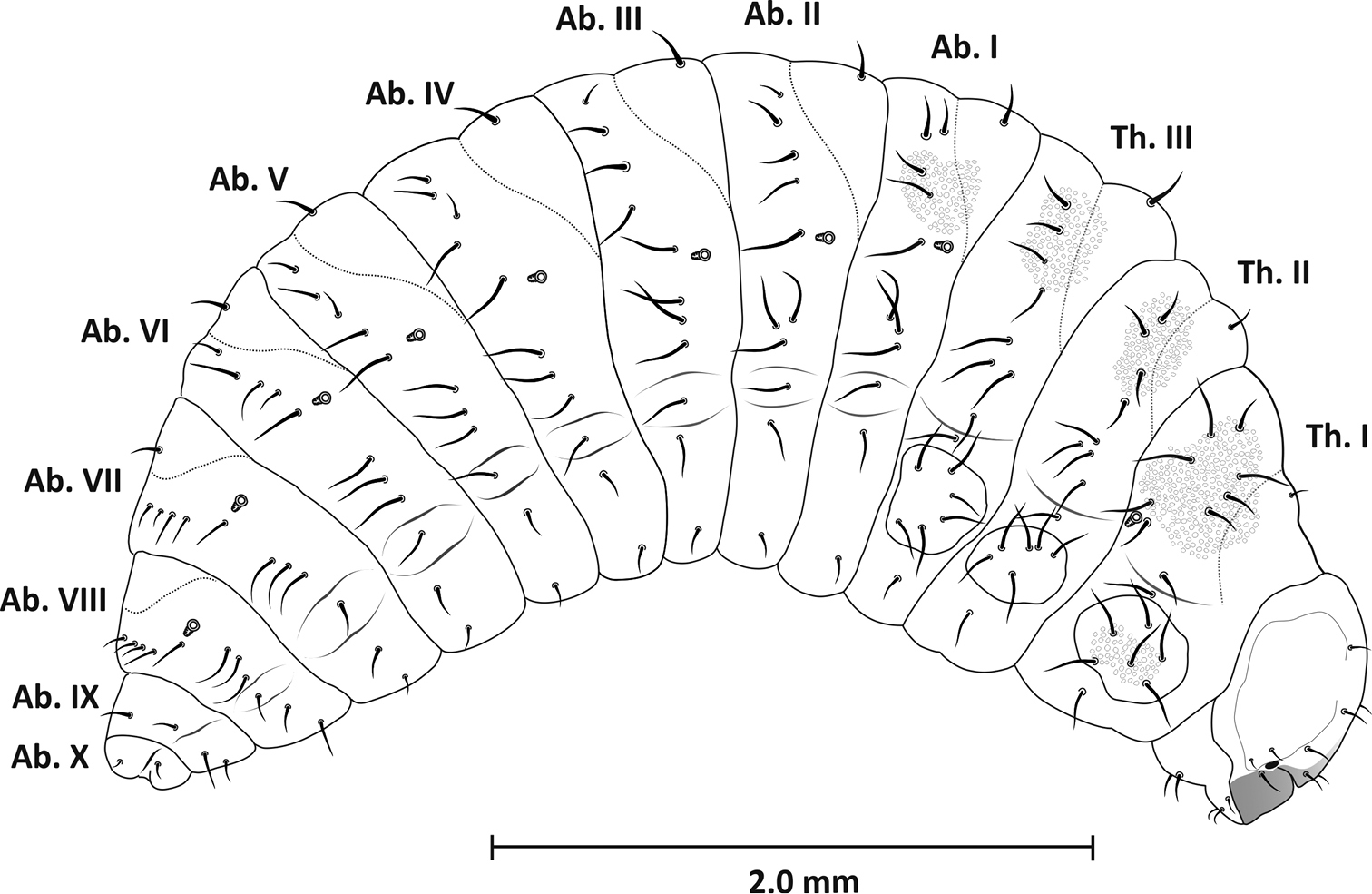
Budowa larwy Rhinusa neta.

Ryjkowce te są endofitofagami trędownikowatych z rodzajów dziewanna i trędownik oraz babkowatych z rodzajów: kiksja, lnica, lniczka, misopat i wyżlin. Larwy rozwijają się wewnątrz różnych części roślin żywicielskich: zalążni, torebek, korzeni i pędów, a niektóre gatunki indukują powstawianie galasów. Żerowanie na trędownikowatych ma w obrębie rodzaju charakter pierwotny, natomiast przejście na babkowate, jak i zdolność indukcji galasów pojawiły się później. Przepoczwarczenie odbywa się w miejscu żerowania larwy.

## Rozprzestrzenienie
Rodzaj palearktyczny, przy czym linia ewolucyjna obejmująca rodzaje Rhinusa i Gymnetron wywodzi się z krainy etiopskiej. W Polsce stwierdzono występowanie 10 gatunków z rodzaju Rhinusa (zobacz: Curculioninae Polski).

## Taksonomia

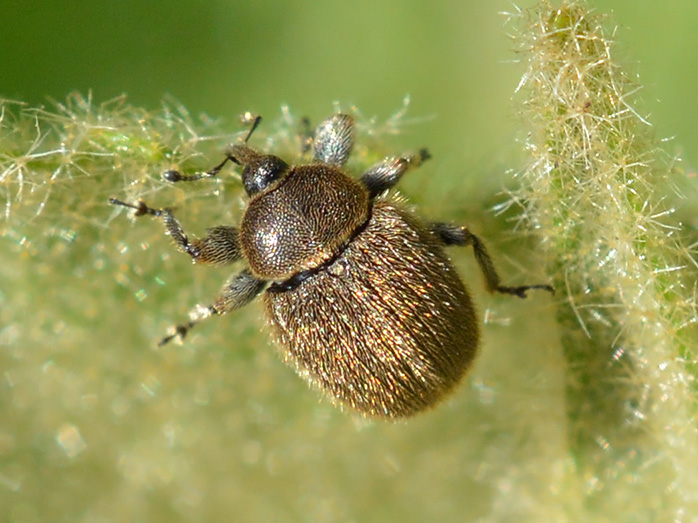
Rhinusa tetra na dziewannie.

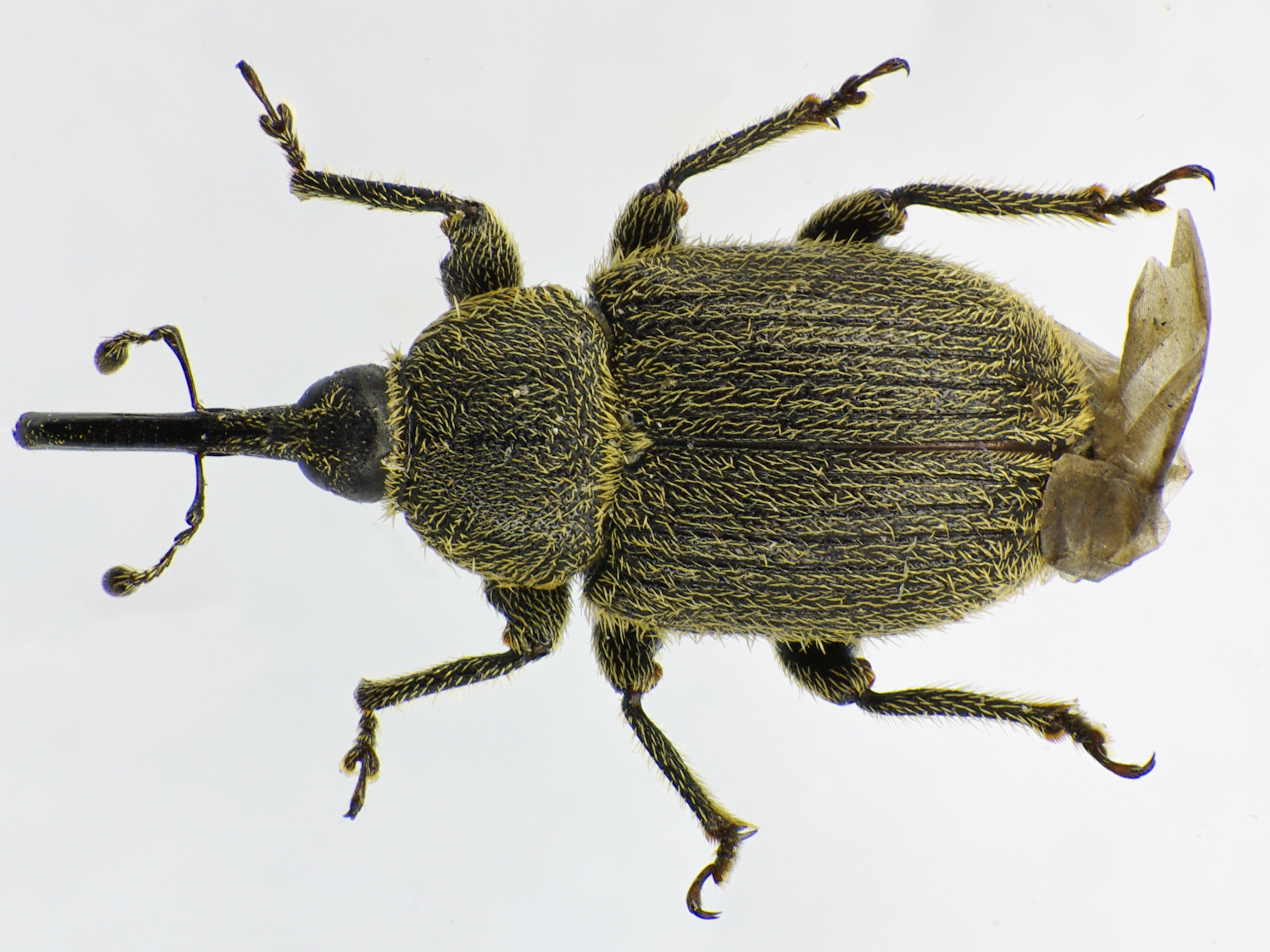
Rhinusa asellus

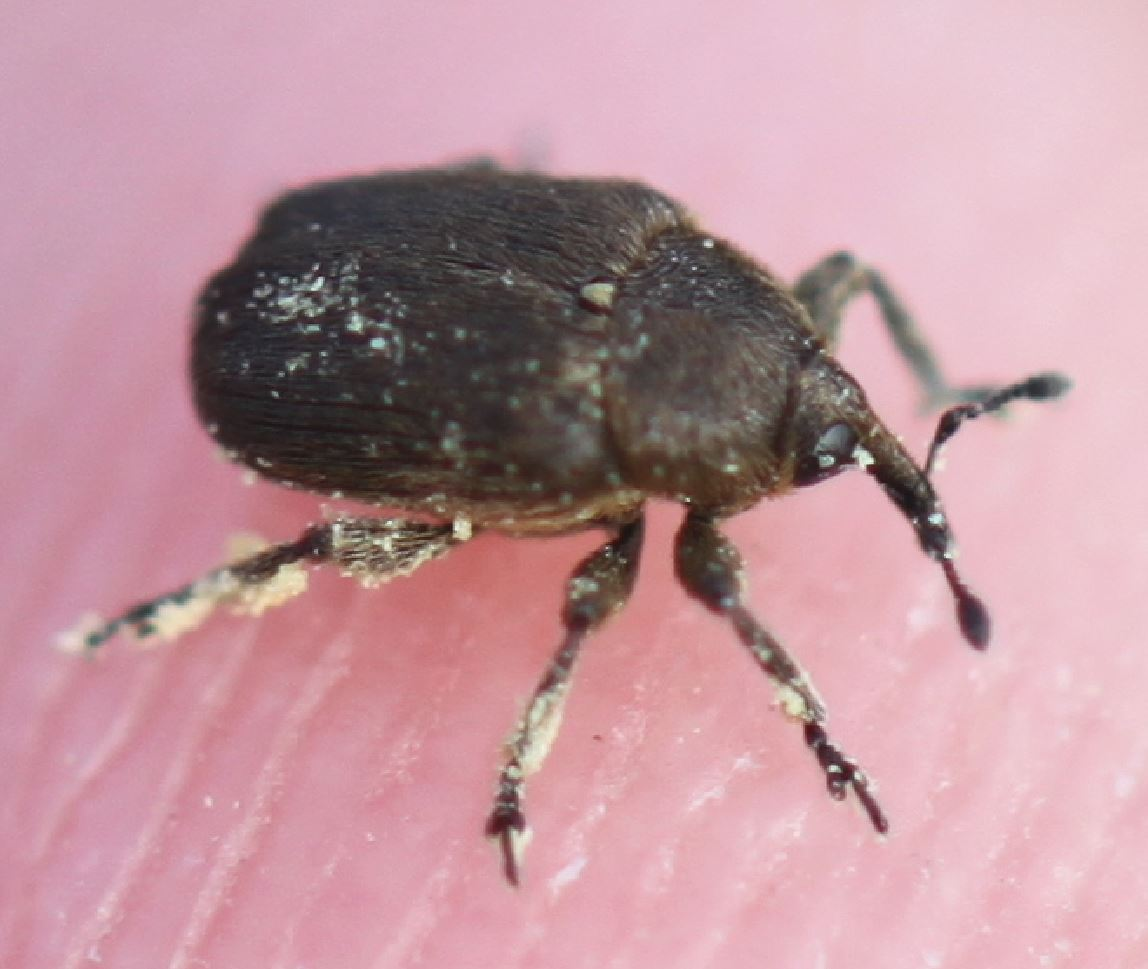
Rhinusa neta

Takson ten wprowadzony został w 1829 przez Jamesa Francisa Stephensa, który jego gatunkiem typowym wyznaczył Curculio antirrhini. Przez dłuższy czas miał on rangę podrodzaju w obrębie rodzaju Gymnetron. Wyniesienia Rhinusa do rangi osobnego rodzaju dokonał ostatecznie w 2001 roku Roberto Caldara w ramach rewizji plemienia Mecinini. Zgodnie z opublikowaną w tejże rewizji analizą filogenetyczną Rhinusa i Gymnetron stanowią dla siebie taksony siostrzane.
Do rodzaju tego należy 46 opisanych gatunków, sklasyfikowanych w 10 grupach:
- grupa gatunków: bipustulata
  - Rhinusa algirica (H. Brisout, 1862)
  - Rhinusa bipustulata (Rossi, 1792)
  - Rhinusa emmrichi (Bajtenov 1978)
  - Rhinusa pelletieri Caldara, 2014
  - Rhinusa scrophulariae Caldara, 2009

- grupa gatunków: tetra
  - Rhinusa acifer Caldara, 2014
  - Rhinusa asellus (Gravenhorst, 1807)
  - Rhinusa bodenheimeri (Wagner 1926)
  - Rhinusa comosa (Rosenschöld 1838)
  - Rhinusa ensifer Caldara, 2014
  - Rhinusa moroderi (Reitter 1906)
  - Rhinusa tenuirostris (Stierlin, 1888)
  - Rhinusa tetra (Fabricius, 1792)
  - Rhinusa verbasci (Rosenschoeld, 1838)
  - Rhinusa weilli Caldara, 2014

- grupa gatunków: antirrhini
  - Rhinusa antirrhini (Paykull, 1800)
  - Rhinusa conicirostris (Reitter 1908)
  - Rhinusa dieckmanni (Behne, 1988)
  - Rhinusa fuentei Pic, 1906
  - Rhinusa florum (Rübsaamen, 1895)
  - Rhinusa griseohirta (Desbrochers 1869)
  - Rhinusa hipponensis (Desbrochers 1893)
  - Rhinusa hirsutula (Bovie 1909)
  - Rhinusa lanigera (Brisout 1862)
  - Rhinusa littorea (Brisout 1862)
  - Rhinusa matsumurai (Kôno 1930)
  - Rhinusa uncipes (Desbrochers 1893)

- grupa gatunków: linariae
  - Rhinusa brisouti (Faust 1891)
  - Rhinusa kumatschevi (Bajtenov, 1977)
  - Rhinusa linariae (Panzer, 1792)

- grupa gatunków: pilosa
  - Rhinusa brondelii (Brisout 1862)
  - Rhinusa pilosa (Gyllenhal, 1838)
  - Rhinusa rara Toševski et Caldara, 2015[9]

- grupa gatunków: herbarum
  - Rhinusa herbarum (H. Brisout, 1862)
  - Rhinusa mateui (Hoffmann 1965)
  - Rhinusa vulpeculus (Reitter 1908)

- grupa gatunków: neta
  - Rhinusa canescens (Desbrochers, 1893)
  - Rhinusa collina (Gyllenhal, 1813)
  - Rhinusa eversmanni (Rosenschoeld, 1838)
  - Rhinusa neta (Germar, 1821)
  - Rhinusa soluta (Faust 1891)

- grupa gatunków: vestita
  - Rhinusa depressa (Rottenberg, 1871)
  - Rhinusa vestita (Germar, 1821)

- grupa gatunków: mauritii
  - Rhinusa mauritii (Desbrochers 1898)

- grupa gatunków: melas
  - Rhinusa korotyaevi Caldara et Toševski, 2015
  - Rhinusa melas (Boheman, 1838)